# Antoinette Bourignon
Antoinette Bourignon (født 13. januar 1616 i Lille, død 30. oktober 1680 i Franeker) var en fransk sværmerisk mystiker.
Mademoiselle Bourignon, der var opdraget i romerkirken, havde fra barnsben af søgt at forsage verden og al dens pragt, Gud alene var hendes brudgom, og at lide var hendes lyst. Hun svælgede i erotisk-religiøse stemninger og i åbenbarelser, som gik ud på, at hun skulde
genoprette den apostoliske kristendom.
Hvor hun kom, var hun Præsters og Munkes svorne Fjende. 1653-62 ledede hun et Vajsenhus i Lille, opholdt sig derefter i Gent, Bryssel, Malines og Amsterdam, rejste 1671 til Sønderjylland for at oprette en Mønstermenighed paa Nordstrand, hvor hun havde nogle Ejendomme, som hun dog aldrig kom i Besiddelse af.
I 5 år fartede hun rundt mellem Husum, Flensborg og Slesvig, i Krig med Præster og Jurister, men beundret som »en anden Eva« af Mænd som Pierre Poiret og den berømte Anatom, Schwammerdam, der besøgte hende i Slesvig, og beskyttet af højtstaaende Mænd ved Hoffet paa Gottorp.
1676 flygtede hun til Hamburg, dannede i Lützburg i Østfriesland et religiøst Samfund, som vakte megen Opsigt; men rastløs, som hun var, opgav hun det og døde i Franeker med bristede Forhaabninger. I fl. Skr (især i Le témoignage de vérité) udviklede hun sine mystisk-teosofiske Tanker med en Blanding af Genialitet og Galskab.